# Thao Suranari
Thao Suranari (in thailandese: ท้าวสุรนารี; IPA: [tʰáːw suranaːˈriː]; Nakhon Ratchasima, 1771 – 1852) è conosciuta come eroina nazionale siamese per aver liberato i deportati della sua città prigionieri delle truppe laotiane che avevano invaso il Paese. Il suo nome era Khun Ying Mo e ricevette il titolo e nome onorifico Thao Suranari alla fine del conflitto da re Rama III.
Venerata dai thailandesi e ufficialmente riconosciuta dalla storiografia nazionale, c'è chi in Thailandia e in Laos sostiene che la sua storia sia in realtà una leggenda diffusa dai nazionalisti thailandesi.

## Biografia
Thao Suranari nacque con il nome Mo nel 1771 a Nakhon Ratchasima, detta anche Korat, a quel tempo una delle più importanti mueang tributarie del Siam, l'odierna Thailandia. Era figlia del signor Kim e della signora Boonma e all'età di 25 anni sposò Thongkham, un politico locale che fece carriera fino a diventare vice-governatore di Korat. Dopo l'adolescenza fu conosciuta come Khun Ying Mo (signora Mo), e in seguito con gli appellativi mae (mamma) e mae Mo (mamma Mo).

### Invasione laotiana e deportazione degli abitanti di Korat
Alla fine del 1826 ebbe inizio l'invasione del Siam da parte delle truppe laotiane del re di Vientiane Anuvong, il quale intendeva riacquistare l'indipendenza dopo che il suo regno era diventato vassallo del Siam nel 1779. Il piano di guerra prevedeva la conquista della capitale Bangkok e furono approntate diverse armate che si congiunsero a Korat. L'armata capeggiata dallo stesso Anuvong fu la prima ad arrivare a Korat il 17 febbraio 1827; il sovrano locale era andato con le sue truppe a soffocare una ribellione dei khmer e i laotiani si impadronirono della città senza combattere. Nel frattempo era arrivata la notizia di un imminente attacco britannico a Bangkok e Anuvong cambiò il suo piano, ordinò di evacuare Korat, dove vivevano molti laotiani deportati in Siam nei decenni precedenti, e di tornare a Vientiane portando con sé la popolazione.

### Ruolo di Khun Ying Mo nella liberazione dei deportati
Anche Khun Ying Mo fu deportata, ed esistono diverse versioni sul suo ruolo nella liberazione dei deportati, che avvenne durante la sosta a Thung Samrit, località oggi nel distretto di Phimai, alcune decine di chilometri a nord-est di Korat. Secondo lo storico e principe Damrong Rajanubhab, illustre membro della famiglia reale siamese, Khun Ying Mo supplicò i soldati laotiani di concedere una sosta a Thung Samrit, fu esaudita e ciò diede modo alle famiglie in fila di radunarsi, sottrarre le armi, uccidere molti soldati e costringere alla fuga i superstiti. La versione più comune diffusa nella Thailandia odierna esalta l'operato di Khun Ying Mo, la quale avrebbe tenuto alto il morale dei deportati, ottenuto di fare una pausa a Thung Samrit, ricevuto attrezzi per cucinare che sarebbero poi stati usati come armi improprie e organizzato l'attacco dopo aver ordinato a delle ragazze prigioniere di distrarre i sorveglianti. Avrebbe infine capeggiato, armi alla mano, uno dei gruppi di deportati che uccisero o misero in fuga i laotiani.
Secondo lo storico e nazionalista laotiano Maha Viravong, Khun Ying Mo non ebbe alcun ruolo nella liberazione dei prigionieri, che a suo avviso si deve al marito vice-governatore, il quale ebbe modo di unirsi ai deportati e organizzarne la rivolta, facendo inoltre ubriacare i soldati. Un libro di uno storico francese vissuto nel periodo in cui il Laos faceva parte dell'Indocina francese, non menziona Khun Ying Mo e sostiene che i laotiani di scorta ai deportati furono sbaragliati da una colonna di soldati siamesi.

### Fine del conflitto
Non vi fu alcun attacco britannico a Bangkok e i siamesi ebbero modo di organizzare subito la risposta ai laotiani dopo che Anuvong fu tradito da un alto dignitario della propria corte, il quale avvisò i siamesi del piano di Anuvong già prima del suo arrivo a Korat. Le truppe di Bangkok inseguirono quelle laotiane fino a Vientiane, ebbero la meglio e rasero al suolo la città. Dopo qualche tempo, re Anuvong fu fatto prigioniero e portato a Bangkok, dove fu esposto al pubblico in una gabbia e lasciato morire nel febbraio 1829. A guerra conclusa, Khun Ying Mo ricevette da re Rama III il titolo e nome onorifico Thao Suranari (nobildonna coraggiosa), e il marito Thongkam fu a sua volta insignito dal sovrano con il titolo e rango di Chao Phraya Mahitsarathibodi.

## Culto di Thao Suranaree e considerazioni sulla sua storia nella Thailandia moderna

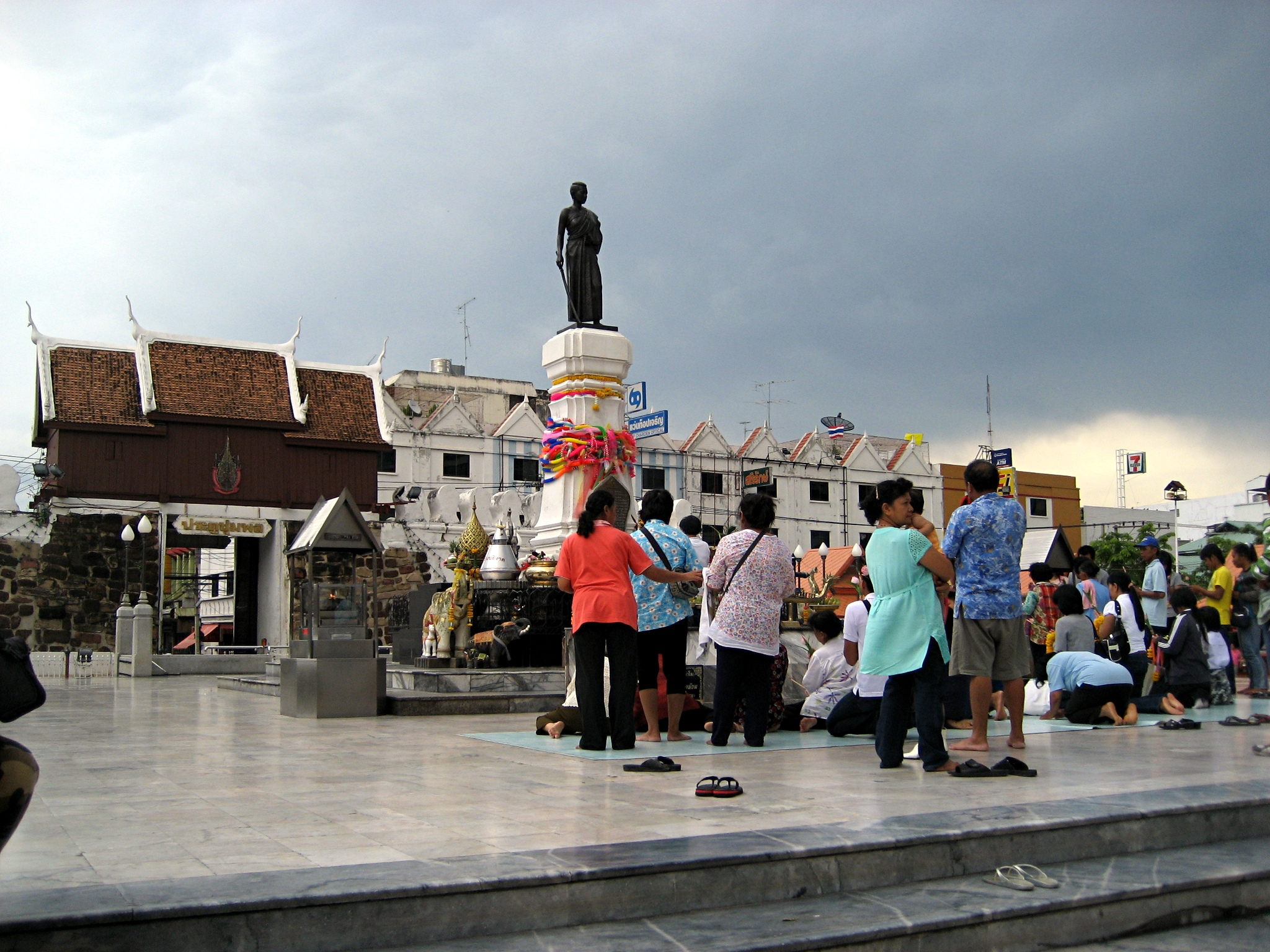
Thailandesi devoti a Thao Suranaree le rendono omaggio sotto al monumento di Korat

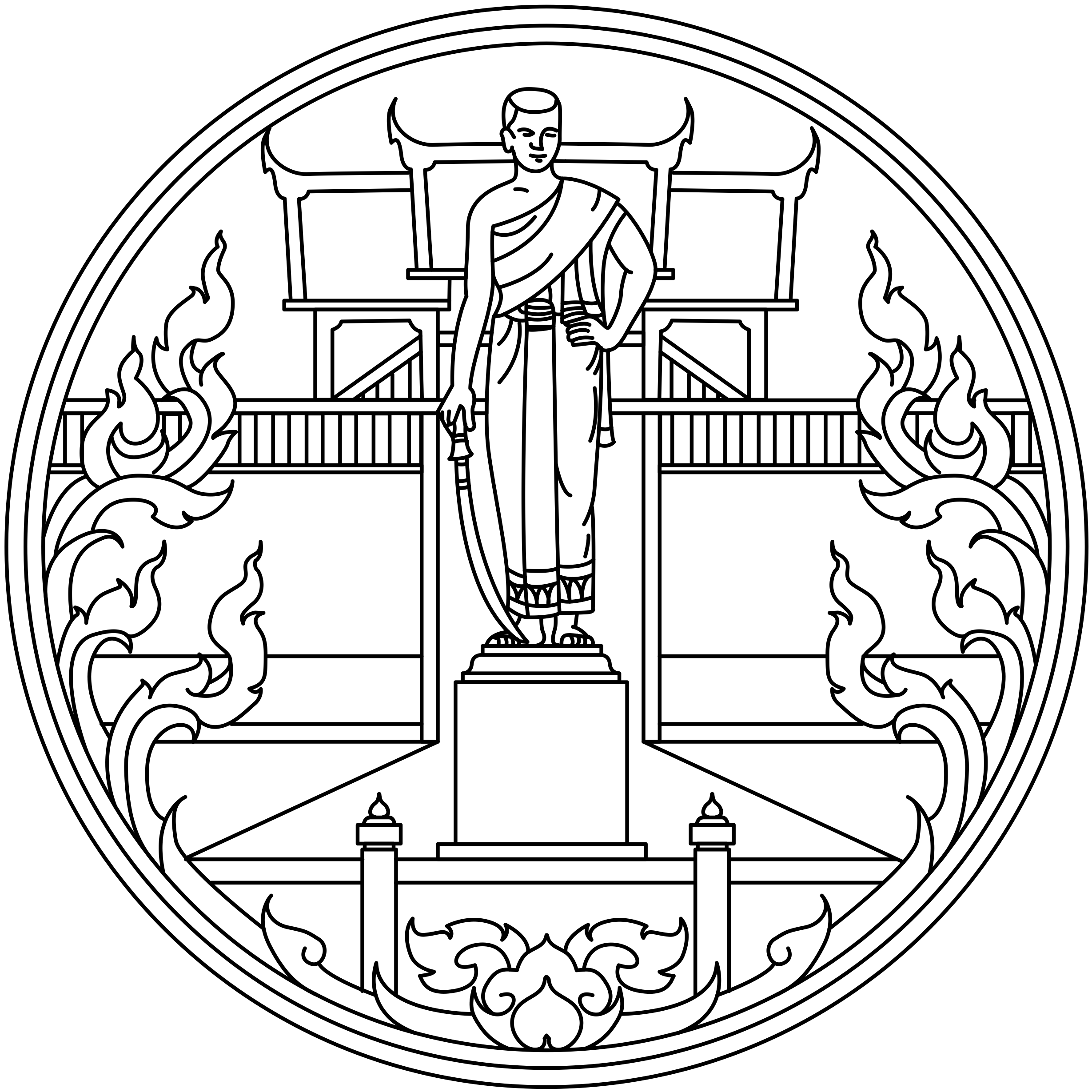
Stemma provinciale di Nakhon Ratchasima raffigurante Thao Suranari

Per alcuni decenni dopo la sua morte, avvenuta nel 1852, non vi furono particolari celebrazioni a lei dedicate. Il 15 gennaio 1934, i militari nazionalisti al potere dopo il colpo di Stato del 1932 che portò re Rama VII a concedere la Costituzione, inaugurarono in memoria di Thao Suranari un monumento che la raffigura in centro a Korat realizzato dal fiorentino naturalizzato thai Silpa Bhirasri; sotto la statua furono inumate le ceneri dell'eroina. Fu la propaganda di allora ad alimentare il culto di cui divenne oggetto, e in seguito le furono assegnati gli affettuosi appellativi Khun Ya (signora nonna) e il più diffuso Ya Mo (nonna Mo).
Oltre ad essere ricordata come eroina per le sue gesta in battaglia, divenne una sorta di nume tutelare non solo per gli abitanti di Korat, che si affollano quotidianamente a pregare attorno al suo monumento e a fare offerte votive per ricevere benedizioni, ma anche per altri thailandesi di ogni provincia che vengono in pellegrinaggio a Korat a onorarne la memoria e invocarne la protezione. Un nuovo monumento e santuario dedicato a lei e agli eroi del 1827 fu inaugurato a Thung Samrit nel 1988. È inoltre raffigurata nello stemma della provincia di Nakhon Ratchasima.
Diversi autori thailandesi e laotiani moderni sostennero invece che la sua storia fosse stata alterata a fini ideologici e nazionalistici già al tempo di Damrong (1862-1943) – considerato il padre della storiografia siamese e primo protagonista nel processo di centralizzazione dello Stato – periodo in cui la popolazione e i territori laotiani erano contesi al Siam dai colonizzatori francesi. Questi autori asseriscono che anche la propaganda nazionalistica dei militari a partire dal 1932 abbia contribuito ad assegnare un ruolo infondato a Thao Suranari. Ad esempio sottolinearono che non sarebbe un caso l'erezione del suo monumento nel 1934, l'anno dopo la ribellione Boworadet della fazione filo-monarchica dell'esercito partita proprio dalle guarnigioni di Korat, e che i militari al potere se ne sarebbero serviti per riportare la normalità nella regione in nome di un sentimento unitario e nazionalistico e della parità tra i sessi. Tutte queste ipotesi furono accolte con sdegno e ritenute un insulto dai thailandesi devoti al ricordo di Thao Suranari.
In Laos, dove Anuvong è considerato un eroe nazionale per aver tentato di liberare il Paese dal dominio siamese, la leggenda di Thao Suranari è considerata offensiva e succede che i laotiani esprimano apertamente il proprio dissenso verso i thai, ritenendo che si sentano superiori e li considerino dei campagnoli.